# Campeonato Alemán de Fútbol 1948
El Campeonato Alemán de Fútbol 1948 fue la 38.ª edición de la máxima competición futbolística de Alemania. Tras la división del país por los Aliados, se dio lugar a cuatro campeonatos individuales, uno por cada zona de ocupación:
-  Zona de ocupación estadounidense: Núremberg
-  Zona de ocupación francesa: Kaiserslautern
-  Zona de ocupación británica: Hamburgo
-  Zona de ocupación soviética: SG Planitz

En la fase final también debería participar el campeón de la zona soviética, el SG Planitz, pero no fue aprobado por las autoridades de la Unión Soviética para jugar partidos contra los demás equipos.
El campeón de Berlín fue el SG Oberschöneweide.

## Zona estadounidense
|     | Equipo                 | PJ | PG | PE | PP | GF  | GC  | Pts |
| --- | ---------------------- | -- | -- | -- | -- | --- | --- | --- |
| 1.  | Núremberg              | 38 | 28 | 4  | 6  | 88  | 37  | 60  |
| 2.  | Múnich 1860            | 38 | 23 | 6  | 9  | 77  | 63  | 52  |
| 3.  | Stuttgarter Kickers    | 38 | 23 | 4  | 11 | 113 | 58  | 50  |
| 4.  | Bayern Múnich          | 38 | 21 | 8  | 9  | 72  | 38  | 50  |
| 5.  | Stuttgart              | 38 | 21 | 3  | 14 | 96  | 60  | 45  |
| 6.  | SV Waldhof             | 38 | 19 | 7  | 12 | 77  | 59  | 45  |
| 7.  | FSV Frankfurt          | 38 | 17 | 9  | 12 | 66  | 50  | 43  |
| 8.  | VfR Mannheim           | 38 | 17 | 9  | 12 | 66  | 55  | 43  |
| 9.  | Kickers Offenbach      | 38 | 15 | 12 | 11 | 75  | 55  | 42  |
| 10. | Eintracht Frankfurt    | 38 | 16 | 9  | 13 | 64  | 56  | 41  |
| 11. | Schwaben Augsburg      | 38 | 15 | 11 | 12 | 66  | 59  | 41  |
| 12. | TSG Ulm 1846           | 38 | 14 | 10 | 14 | 60  | 60  | 38  |
| 13. | 1. FC Schweinfurt 05   | 38 | 13 | 8  | 17 | 49  | 53  | 34  |
| 14. | VfB Mühlburg           | 38 | 13 | 7  | 18 | 53  | 59  | 33  |
| 15. | SpVgg Fürth            | 38 | 15 | 1  | 22 | 68  | 86  | 31  |
| 16. | VfL Neckarau           | 38 | 11 | 8  | 19 | 48  | 81  | 30  |
| 17. | Viktoria Aschaffenburg | 38 | 8  | 9  | 21 | 46  | 88  | 25  |
| 18. | Rot-Weiß Frankfurt     | 38 | 9  | 4  | 25 | 50  | 99  | 22  |
| 19. | Wacker Múnich          | 38 | 7  | 7  | 24 | 41  | 89  | 21  |
| 20. | Sportfreunde Stuttgart | 38 | 4  | 6  | 28 | 30  | 100 | 14  |

## Zona francesa

### Oberliga Südwest, Staffel Nord
|     | Equipo               | PJ | PG | PE | PP | GF  | GC | Pts |
| --- | -------------------- | -- | -- | -- | -- | --- | -- | --- |
| 1.  | Kaiserslautern       | 26 | 23 | 2  | 1  | 151 | 18 | 48  |
| 2.  | Saarbrücken          | 26 | 20 | 3  | 3  | 73  | 22 | 43  |
| 3.  | SpVgg Neuendorf      | 26 | 19 | 2  | 5  | 74  | 36 | 40  |
| 4.  | Borussia Neunkirchen | 26 | 18 | 2  | 6  | 109 | 36 | 38  |
| 5.  | Wormatia Worms       | 26 | 14 | 4  | 8  | 80  | 51 | 32  |
| 6.  | FK Pirmasens         | 26 | 12 | 3  | 11 | 56  | 54 | 27  |
| 7.  | VfL Neustadt/W.      | 26 | 12 | 2  | 12 | 46  | 67 | 26  |
| 8.  | 1. FSV Maguncia 05   | 26 | 8  | 9  | 9  | 36  | 49 | 25  |
| 9.  | SV Saarbrücken       | 26 | 10 | 5  | 11 | 42  | 64 | 25  |
| 10. | Phönix Ludwigshafen  | 26 | 8  | 5  | 13 | 32  | 57 | 21  |
| 11. | SuSG Völklingen      | 26 | 3  | 4  | 19 | 31  | 89 | 10  |
| 12. | SG Gonsenheim        | 26 | 4  | 2  | 20 | 33  | 99 | 10  |
| 13. | FSV Trier-Kürenz     | 26 | 3  | 4  | 19 | 24  | 95 | 10  |
| 14. | SV 1910 Andernach    | 26 | 4  | 1  | 21 | 31  | 81 | 9   |

### Oberliga Südwest, Staffel Süd
|     | Equipo             | PJ | PG | PE | PP | GF | GC | Pts |
| --- | ------------------ | -- | -- | -- | -- | -- | -- | --- |
| 1.  | Fortuna Rastatt    | 22 | 13 | 7  | 2  | 53 | 19 | 33  |
| 2.  | Offenburger SV     | 22 | 15 | 2  | 5  | 47 | 25 | 32  |
| 3.  | Eintracht Singen   | 22 | 12 | 3  | 7  | 44 | 21 | 27  |
| 4.  | VfL Konstanz       | 22 | 10 | 5  | 7  | 40 | 30 | 25  |
| 5.  | Fortuna Friburgo   | 22 | 9  | 7  | 6  | 39 | 32 | 25  |
| 6.  | VfL Schwenningen   | 22 | 11 | 2  | 9  | 41 | 34 | 24  |
| 7.  | SSV Reutlingen     | 22 | 9  | 5  | 8  | 38 | 37 | 23  |
| 8.  | SG Friedrichshafen | 22 | 9  | 3  | 10 | 39 | 37 | 21  |
| 9.  | VfL Friburgo       | 22 | 8  | 5  | 9  | 30 | 31 | 21  |
| 10. | SV Biberach        | 22 | 6  | 4  | 12 | 32 | 43 | 16  |
| 11. | SV Trossingen      | 22 | 4  | 2  | 16 | 15 | 46 | 10  |
| 12. | SV Laupheim        | 22 | 3  | 1  | 18 | 14 | 77 | 7   |

### Final Oberliga Südwest
| Fortuna Rastatt | 0 – 3 | Kaiserslautern |

| Kaiserslautern | 6 – 1 | Fortuna Rastatt |

## Zona británica

### Cuartos de final
| St. Pauli | 3 – 1 | STV Horst-Emscher |

| Sportfreunde Katernberg | 1 – 2 | TSV Braunschweig |

| SV Hamborn 07 | 0 – 1 | Hamburgo |

| Werder Bremen | 2 – 3 t.s. | Borussia Dortmund |

### Semifinales
| Hamburgo | 3 – 2 | TSV Braunschweig |

| St. Pauli | 1 – 1 | Borussia Dortmund |

Un primer partido entre St. Pauli y Borussia Dortmund fue jugado el 30 de mayo de 1948 en Gladbeck, y terminó 2-2 luego del tiempo suplementario.

### Final
| Hamburgo | 6 – 1 | St. Pauli |

## Campeonato de Berlín
|     | Equipo                  | PJ | PG | PE | PP | GF | GC | Pts |
| --- | ----------------------- | -- | -- | -- | -- | -- | -- | --- |
| 1.  | SG Oberschöneweide      | 22 | 16 | 3  | 3  | 68 | 21 | 35  |
| 2.  | SG Wilmersdorf          | 22 | 15 | 4  | 3  | 57 | 20 | 34  |
| 3.  | SG Charlottenburg       | 22 | 12 | 7  | 3  | 63 | 23 | 31  |
| 4.  | SG Prenzlauer Berg-West | 22 | 13 | 4  | 5  | 65 | 31 | 30  |
| 5.  | SG Reinickendorf-West   | 22 | 10 | 7  | 5  | 47 | 27 | 27  |
| 6.  | SG Spandau-Altstadt     | 22 | 7  | 8  | 7  | 43 | 36 | 22  |
| 7.  | SG Pankow-Nord          | 22 | 7  | 6  | 9  | 26 | 32 | 20  |
| 8.  | SG Südring              | 22 | 7  | 6  | 9  | 39 | 47 | 20  |
| 9.  | SG Köpenick             | 22 | 6  | 5  | 11 | 36 | 58 | 17  |
| 10. | SG Staaken              | 22 | 4  | 3  | 15 | 25 | 79 | 11  |
| 11. | SG Mariendorf           | 22 | 3  | 3  | 16 | 33 | 71 | 9   |
| 12. | SG Osloer Straße        | 22 | 2  | 4  | 16 | 29 | 90 | 8   |

## Fase final

### Cuartos de final
| SpVgg Neuendorf | 2 – 1 | Hamburgo |

| Kaiserslautern | 5 – 1 | Múnich 1860 |

| Union Oberschöneweide | 0 – 7 | St. Pauli |

| Núremberg | No disputado | SG Planitz |

### Semifinales
| Núremberg | 3 – 2 t.s. | St. Pauli |

| Kaiserslautern | 5 – 1 | SpVgg Neuendorf |

### Final
| Núremberg | 2 – 1 | Kaiserslautern |

|                                |
| Campeón FC Núremberg 7° título |